# Le Morne-Vert
Le Morne-Vert är en ort och en kommun i Martinique.   Den ligger i den västra delen av Martinique, 13 km nordväst om huvudstaden Fort-de-France.